# Crennes-sur-Fraubée
Crennes-sur-Fraubée é uma comuna francesa na região administrativa da Pays de la Loire, no departamento de Mayenne. Estende-se por uma área de 12,77 km². Em 2010 a comuna tinha 196 habitantes (densidade: 15,3 hab./km²).